# منتخب تشيلي لهوكي الحقل للرجال
منتخب تشيلي لهوكي الحقل للرجال (بالإسبانية: Selección masculina de hockey sobre césped de Chile)‏ هو ممثل تشيلي الرسمي في المنافسات الدولية في هوكي الحقل.